# Æbelnæs
Æbelnæs er en bebyggelse i Damsholte Sogn på Møn, ca. 1 kilometer nord for Damsholte. 
Æbelnæs omtales 1513 (Efwillænæs).
Landsbyen udskiftedes i 1813. Ca. 1 kilometer sydøst herfor ligger Ny Æbelnæs, der er er opstået som en udflytterlandsby fra Æbelnæs.
I bebyggelsens nordlige del ligger Damsgård.
Ved en gravning på en gårdsplads i Æblenæs i 1949 fandt man en lerpotte med 4991 mønter, formentligt nedgravet omkring 1350.
Æbelnæs ligger i Vordingborg Kommune og hører til Region Sjælland.